# Билли Кид (телесериал)
«Билли Кид» (англ. Billy the Kid) — американский телесериал в жанре вестерн, созданный Майклом Хёрстом и транслируемый на телеканале MGM+. До этого сериал транслировался на телеканале Epix. Главную роль в сериале исполнил актёр Том Блайт.
В январе 2023 года сериал был продлён на 2 сезон, разделённый на две части. Премьера первой части 2 сезона состоялась 15 октября 2023 года на обновлённом телеканале MGM+. Премьера второй части 2 сезона 2 июня 2024 года. В октябре 2024 года сериал был продлён на 3 сезон, который должен стать последним.

## Сюжет
Действие сериала разворачивается в XIX веке. Молодой парень Билли Маккарти переезжает со своей семьёй на запад Соединённых Штатов Америки. Но семья даже представить не могла, что в их новом месте жительства выживает только тот, кто первее достаёт револьвер. Теперь у Билли и его семьи есть только 2 пути: научиться сражаться или погибнуть.
Сюжет сериала основан на истории жизни реально существовавшего члена окружного отряда «Регуляторы» — Билли Кида. После поражения в войне в округе Линкольн, регуляторы были объявлены обычными бандитами, а ордера на арест «оборотней в погонах», которых пытались арестовать регуляторы аннулированы. Сериал раскрывает трагическую предысторию Кида и показывает, как он пытался бороться за справедливость, но был объявлен преступником.

## В ролях

### Главные
- Том Блайт — Билли Маккарти/Билли Кид
- Эйлин О’Хиггинс — Кэтлин Маккарти
- Дэниэл Уэббер — Джесси Эванс
- Алекс Роу — Пэт Гарретт

### Второстепенные
- Люк Камиллери — Александр Максуин
- Горацио Джеймс — Чарльз Боудри
- Лиза Чандлер — Сьюзан Максуин
- Брендан Флетчер — Джордж Коу
- Шон О. Робертс — Роберт Олинджер
- Дакота Долби — Джон Беквит
- Иэн Трейси — Фрэнк Бэйкер
- Нурия Вега — Дульсинея Тобоскская
- Вероника Лонг — Мануэла Боудре
- Винсент Уолш — Лоренс Мёрфи
- Джош Круддас — Фред Уэйт
- Бенжамин Сазерленд и Лайнус Роуч — Джон Генри Танстелл
- Рейли Долмэн — Ричард Брюэр
- Том Кэри — Джон Миддлтон
- Чад Рук — Джеймс Долан
- Билл МакДональд — Уильям Джей Брейди
- Гильермо Алонсо — Мелькиадес Сегура
- Джэми Бимиш — Генри Антрим
- Дэвид Кабитт — Томас Кэтрон

## Сезоны
| Сезон | Серии | Серии | Даты показа     | Даты показа     | Даты показа |
| Сезон | Серии | Серии | Первая серия    | Последняя серия | Канал       |
| ----- | ----- | ----- | --------------- | --------------- | ----------- |
| 1     | 8     | 8     | 24 апреля 2022  | 5 июня 2022     | Epix        |
| 2     | 8     | 4     | 15 октября 2023 | 5 ноября 2023   | MGM+        |
| 2     | 8     | 4     | 2 июня 2024     | 23 июня 2024    | MGM+        |

## Эпизоды

### Сезон 1(2022)
| № общий | № в сезоне | Название                                             | Режиссёр         | Автор сценария | Дата премьеры  |
| --- | ---------- | ---------------------------------------------------- | ---------------- | -------------- | -------------- |
| 1 | 1          | «Иммигранты» «The Immigrants»                        | Отто Баферст     | Майкл Хёрст    | 24 апреля 2022 |
| 12-летнему Билли Маккарти и его семье иммигрантов-ирландцев приходится покинуть Нью-Йорк и отправиться на запад в поисках новых возможностей. Но для некоторых это путешествие оказывается роковым. |            |                                                      |                  |                |                |
| 2 | 2          | «Раттлер» «The Rattler»                              | Отто Баферст     | Майкл Хёрст    | 24 апреля 2022 |
| Кэтлин и её сыновья едут в Санта-Фе. Жизнь трудна, но она встречает мужчину, который может изменить всё к лучшему, и выходит за него замуж — только чтобы обнаружить, что он всё только ухудшает. |            |                                                      |                  |                |                |
| 3 | 3          | «Антрим» «Antrim»                                    | Рэйчел Лайтермен | Майкл Хёрст    | 24 апреля 2022 |
| Антрим, Кэтлин и двое мальчиков переезжают в Силвер-Сити, пытаясь начать новую жизнь. Но все их мечты рушатся, а Билли теряет всё. |            |                                                      |                  |                |                |
| 4 | 4          | «Интерлюдия» «Interlude»                             | Рэйчел Лайтермен | Майкл Хёрст    | 1 мая 2022     |
| Билли знакомится с человеком по прозвищу Элиас. Он убивает человека в целях самообороны и пускается в бега, а затем оказывается в объятиях молодой женщины, которая также является девушкой Джесси Эванса. Он становится разыскиваемым в двух округах.                                                 |            |                                                      |                  |                |                |
| 5 | 5          | «Маленький кусочек рая» «The Little Bit of Paradise» | Майкл Нанкин     | Майкл Хёрст    | 8 мая 2022     |
| Билли оказывается в штате Чиуауа, Мексика, со своим новым мексиканским другом по имени Сегура. Вместе они совершают несколько рискованных выходок, но в конце концов Билли рискует жизнью, убив человека.                                                                                              |            |                                                      |                  |                |                |
| 6 | 6          | «Судьба» «Fate»                                      | Майкл Нанкин     | Майкл Хёрст    | 15 мая 2022    |
| Билли сталкивается с шерифом Пэтом Гарретом, который едет с Джесси Эвансом и бандой «Воинов семи рек». Билли присоединяется к ним, но законники уже приближаются. Они планируют бежать в округ Линкольн, но не раньше, чем Билли выполнит своё последнее обещание.                                     |            |                                                      |                  |                |                |
| 7 | 7          | «Дома» «At the House»                                | Дэвид Фрэйзи     | Майкл Хёрст    | 22 мая 2022    |
| Билли присоединяется к Джесси, Пэту Гарретту и ещё одному преступнику по имени Фрэнк Бэйкер, а также к остальным членам банды «Воинов семи рек» в их новом лагере недалеко от города Линкольн, штат Нью-Мексико. Теперь банда работает на самого влиятельного босса Линкольна, ирландца Лоренса Мёрфи. |            |                                                      |                  |                |                |
| 8 | 8          | «Ярость» «The Rampage»                               | Дэвид Фрэйзи     | Майкл Хёрст    | 5 июня 2022    |
| Накануне Войны в округе Линкольн. Мёрфи подстрекает Джесси и банду к усилению нападений на фермеров, в основном мексиканцев, которые заключили контракт с конкурирующим бизнесменом, англичанином Джоном Генри Танстеллом.                                                                             |            |                                                      |                  |                |                |

### Сезон 2(2023—2024)
| Часть 1 |   |                                                       |                  |             |                 |
| 9 | 1 | «Дорога в ад» «The Road to Hell»                      | Рэйчел Лайтермен | Майкл Хёрст | 15 октября 2023 |
| Война в округе Линкольн вот-вот начнётся по-настоящему. Билли присоединился к англичанину Джону Танстеллу в его коммерческой борьбе с Лоренсом Мёрфи и «Домом», но на заднем плане маячат ещё более крупные игроки, и ставки высоки как никогда. |   |                                                       |                  |             |                 |
| 10 | 2 | «Болезнь» «Sickness»                                  | Рэйчел Лайтермен | Майкл Хёрст | 22 октября 2023 |
| Война началась, но Джон Танстелл оказывается госпитализирован из-за вспышки оспы. |   |                                                       |                  |             |                 |
| 11 | 3 | «Агония» «The Agony»                                  | Дэвид Фрэйзи     | Майкл Хёрст | 29 октября 2023 |
| Билли и «Регуляторы» узнают, что на ранчо Джона Танстелла собираются совершить налёт. |   |                                                       |                  |             |                 |
| 12 | 4 | «День мёртвых» «The Day of the Dead»                  | Дэвид Фрэйзи     | Майкл Хёрст | 5 ноября 2023   |
| «Регуляторы» с самого начала войны были вынуждены только обороняться, однако Билли разрабатывает план, который может положить конец войне. |   |                                                       |                  |             |                 |
| Часть 2 |   |                                                       |                  |             |                 |
| 13 | 5 | «Взысканный долг» «A Debt Collected»                  | Адам Кейн        | Майкл Хёрст | 2 июня 2024     |
| Семья Тобоскских не может выплатить свой долг, что приводит к засаде, устроенной бандой «Воинов семи рек». Билли клянется, что он и «Регуляторы» захватят Линкольн и уничтожат головорезов.                                                      |   |                                                       |                  |             |                 |
| 14 | 6 | «Прошение» «The Plea»                                 | Адам Кейн        | Майкл Хёрст | 9 июня 2024     |
| Билли и «Регуляторы» превращают дом Максуин в свою штаб-квартиру, и их поддерживают мексиканцы. Столкновение с бандой «Воинов семи рек» приводит к перестрелке.                                                                                  |   |                                                       |                  |             |                 |
| 15 | 7 | «Библия, пропитанная кровью» «The Blood-Soaked Bible» | Джон Фоусет      | Майкл Хёрст | 16 июня 2024    |
| Пока Линкольн находится под стражей, «Дом Мёрфи» празднует то, что считает победой над «Регуляторами». Когда дозорный «Регуляторов» стреляет в солдата, дом Максуинов поджигают.                                                                 |   |                                                       |                  |             |                 |
| 16 | 8 | «Приглашение» «An Invitation»                         | Джон Фоусет      | Майкл Хёрст | 23 июня 2024    |
| Разочарованный тем, что Билли удаётся ускользать от поимки, Томас Кэтрон придумывает план, как заманить Билли обратно и арестовать. «Регуляторы» нападают на тюрьму, а Билли, с помощью Дульсинеи, снова сбегает.                                |   |                                                       |                  |             |                 |

## Производство

### Разработка
4 мая 2021 года было объявлено, что телеканал Epix дал добро на съёмки первого сезона из восьми эпизодов, сценаристом и исполнительным продюсером которого станет Майкл Хёрст. Также было объявлено, что Отто Баферст снимет первые два эпизода сериала.
10 января 2023 года сериал был продлён на второй сезон. 1 октября 2024 года сериал был продлён на третий и последний сезон.

### Кастинг
13 мая 2021 года было объявлено, что Том Блайт получил главную роль в сериале.
27 августа 2021 года было объявлено, что Дэниэл Уэббер был утверждён на роль Джесси Эванса.

### Съёмки
Съёмочный процесс сериала проходил в городе Калгари, провинция Альберта, и его окрестностях.

## Критика
На сайте-агрегаторе Rotten Tomatoes сериал получил среднюю оценку в 50 % на основе 8 рецензий со стороны критиков.